# أبو عبد الله عمر بن شعيب
أبو عبد الله عمر بن شعيب (880–895) ابن شعيب بن عمر وثالث أمراء إمارة كريت. تولى الإمارة عند وفاة والده عام 880 ميلادية تقريباً حتى وفاته عام 895. امتنع أبو عبد الله عن دفع الجزية التي اضطر والده إلى دفعها للبيزنطيين بعد الهزائم التي مُنيت بها الإمارة عام 873، واستأنف الغارات من جديد على بيلوبونيز، وكيكلادس، ووابية. كما فرض سيطرته على بطمس وأجبر ناكسوس، وباروس، وإيوس على دفع الجزية. توفي أبو عبد الله عام 895، وخلفه في الحكم أخوه محمد.